# 橫帶重牙鯛
橫帶重牙鯛為輻鰭魚綱鱸形目鱸亞目鯛科的其中一種，分布於東大西洋區，從法國比斯開灣至南非海域，棲息深度30-300公尺，體長可達55公分，棲息在大陸棚，屬雜食性，以藻類及底棲性無脊椎動物為食，可做為食用魚及遊釣魚。